# منتخب غامبيا تحت 17 سنة لكرة القدم
منتخب غامبيا تحت 17 سنة لكرة القدم (بالإنجليزية: Gambia national under-17 football team) هو ممثل غامبيا الرسمي في المنافسات الدولية في كرة القدم في فئة كرة قدم تحت 17 سنة للرجال، يديريه اتحاد غامبيا لكرة القدم.